# Organe central
L'organe central est, en droit français, une personne morale qui supervise et coordonne les activités d'un groupe bancaire coopératif ou mutualiste. Il joue un rôle légal dans la coordination et la supervision des réseaux bancaires qui lui sont affiliés.

## Structure et fonctionnement
L'organe central est constitué sous forme de société anonyme. Les Banques populaires et les caisses d'épargne détiennent ensemble la majorité absolue du capital social et des droits de vote de cette entité. Il doit avoir la qualité d'établissement de crédit, ce qui lui permet de superviser les opérations bancaires au sein du groupe.
L'organe central définit la stratégie du groupe, coordination la politique commerciale, la gestion des risques et les contrôles internes et représentation auprès des autorités de régulation.

## Affiliations
Les établissements de crédit et les sociétés de financement peuvent être affiliés à cet organe central, selon les conditions prévues par le Code monétaire et financier. Ces affiliations permettent à l'organe central de contrôler directement ou indirectement ces entités, assurant ainsi une cohérence dans la gestion et la stratégie du groupe.

## Législation
La loi n° 2009-715 du 18 juin 2009 renforce le rôle de l'organe central en transférant certains actifs, passifs, personnels, moyens financiers et techniques aux organes centraux des caisses d'épargne et des banques populaires. Cette loi précise également les modalités d'affiliation des établissements de crédit au sein du groupe.
Tout établissement de crédit, ou toute société de financement, est tenu d’adhérer à un organisme professionnel ou à un organe central affilié à l’Association Française des établissements de crédit et des entreprises d’investissement (AFECEI).
Les organismes professionnels sont : la Fédération bancaire française (FBF), l’Association française des sociétés financières (ASF), l’Association française des marchés financiers (AMAFI), l’Association française de la gestion financière (AFG), la Conférence permanente des caisses de crédit municipal (CPCCM).
Les organes centraux sont : Crédit Agricole SA, la Confédération nationale du Crédit Mutuel, et BPCE. L’ensemble de ces organes centraux sont affiliés à l’AFECEI qui les représentent auprès des pouvoirs publics.

### Loi
France. « Article L511-29 », Code monétaire et financier [lire en ligne (page consultée le 20/09/2024)]